# Laurence Yayel
 (novembre 2013).
Si vous disposez d'ouvrages ou d'articles de référence ou si vous connaissez des sites web de qualité traitant du thème abordé ici, merci de compléter l'article en donnant les références utiles à sa vérifiabilité et en les liant à la section « Notes et références ».
Laurence Yayel est une artiste interprète, comédienne et humoriste française.

## Biographie
Dans sa biographie, la comédienne se complait à déclarer ressembler à Jacqueline Maillant, et ce depuis l'âge de 12 ans. C'est le tempérament de Maillant que son entourage lui fait remarquer, c'est ce qui la dirige tout simplement vers la voie de la comédie.
Laurence Yayel s'inscrit aux Cours Simon, on remarque en effet quelques similitudes avec Jacqueline Maillant aussi lui fait-on jouer des tirades de Folle Amanda; Pouic-POuic et Madame sans-gêne.
Les cours terminés, elle se lance seule dans des shows. Elle fait le festival de l'humour; des rubriques sur Rires et Chansons et à France Inter.
Elle apprend que Pierre Palmade fait passer des auditions, elle tente sa chance, elle est engagée. C'est le début d'une carrière, on lui propose le rôle rôle de Becky, l'agent de Alix (Arielle Dombasle), dans le téléfilm de Laurence Katrian Les Frangines (2002) qui la fera remarquer auprès du grand public. Laurent Ruquier s'intéresse à elle et la fait passer à son émissionOn ne demande qu'à en rire sur France 2 à trois reprises.

## Filmographie partielle

### Cinéma
- 2010 : Pleure en silence de John Gabriel Biggs : la mère
- 2019 : Inséparables de Varante Soudjian : Sarah
- 2023 : Des mains en or d'Isabelle Mergault : Jacqueline
- 2023 : Nouveau départ de Philippe Lefebvre : Concierge immeuble

### Télévision

#### Téléfilms
- 2002 : Les Frangines de Laurence Katrian : Becky
- 2001 L'emmerdeuse de Michaël Perrotta (TV Series): Rita
- 2001 Joséphine, ange gardien (TV Series) - La tête dans les étoiles -
- 2021 : Sam de Gabriel Aghion (saison 5) : Josiane
- 2022-2023 : Ici tout commence (saison 3) (épisodes 488 à 617) : Cheffe Cécile Meyer

## Théâtre
- 2013 Les Flics de Pierre Palmade - Comédie de Paris
- 2016 Marie-Jo  - Comédie de Paris